# 9655 Yaburanger
9655 Yaburanger eller 1996 CH1 är en asteroid i huvudbältet som upptäcktes den 11 februari 1996 av den japanska astronomen Takao Kobayashi vid Ōizumi-observatoriet. Den är uppkallad efter Yaburanger, ett smeknamn för personer som utforskar ruiner.
Asteroiden har en diameter på ungefär 3 kilometer.